# Священний Синод Православної церкви Албанії
Священний Синод Православної церкви Албанії (алб. Sinodi i Shenjtë i Kishës Orthodhokse Autoqefale të Shqipërisë) - вищий колегіальний орган управління Албанської православної церкви. Складається з архієреїв Православної церкви Албанії в тому числі вікарних.

## Історія
В середині лютого 1929 році автономна Православна церква Албанії проголосила автокефалію, з чотирьох албанських архієреїв був утворений Священний Синод Албанської Православної Церкви, який обрав митрополита Віссаріона (Джувані) своїм головою, митрополитом Драчскім і архієпископом всієї Албанії. Слідом за твердженням королем Ахметом Зогу Синоду, він 26 лютого 1929 року ще раз проголосив Албанську Церкву автокефальною, про що сповістив всі Помісні Православні Церкви. Синодом був також прийнятий статут. У тому ж році король Зогу нагородив Сербського Патріарха Димитрія за заслуги по створенню Албанської Синоду орденом Скандербега.
У 1936 році архієпископ Віссаріон пішов на спочинок, і після непростих переговорів Синодальним Томос Константинопольського Патріархату від 12 квітня 1937 була визнана автокефалія Албанської Православної Церкви. Майже всю колишню ієрархію змінили. Архієпископом Тирани і всієї Албанії в 1937 року стало колишній член Синоду Константинопольського Патріархату єпископ Синадський Христофор (Кісі). В Константинополі (Стамбулі) були поставлені єпископи і на інші кафедри: Євлогій (Курилас) - на Корчинський, Агафангел (Чамче) - на Бератскую і Пантелеімон (Котокос) - на Гірокастрінскую. Ці архієреї утворили Священний Синод. Албанська архієпископ мав брати Святе Миро в Константинополі і туди ж звертатися «з усіма питаннями та непорозуміннями загальноцерковного характеру, що стосуються прав і юрисдикцій Автокефальних Церков».
8 лютого 1942 року зі згоди окупаційної адміністрації Священний Синод призначив голову албанського відділення Всесвітньої ради співпраці Церков Віссаріона (Джувані) митрополитом Бератскім і Валонскім.
25 серпня 1949 Священний Синод Албанської Церкви під тиском влади відправив на спочинок архієпископа Христофора, вже заарештованого комуністичною владою «ворожу діяльність по відношенню до албанському народу». У той же день Синод обрав архієпископом всієї Албанії митрополита Паїсія (Водицю). Константинопольський Патріархат не визнав зміщення архієпископа Христофора і продовжив вважати його предстоятелем Албанської церкви до його смерті в 1958 році.
У 1967 році в зв'язку з початком масової антирелігійної кампанії діяльність Священного Синоду стала неможливою, хоча формально він не був скасований.
У 1991 році припинилися гоніння на релігію, на чолі Албанської православної церкви митрополит Анастасій (Яннулатос) (з 1992 року - архієпископ Тірани і всієї Албанії). У 1996 році для заміщення трьох овдовілих єпархій були обрані і висвячені три клірика-грека: Ігнатій (Тріантіс) на Бератскую кафедру, Хрістодул (Мустакіс) на Корчинський кафедру і Олександр (Калпакідіс) на Гірокастрскую кафедру. Вони і архієпископ Анастасій і повинні були увійти до складу відродженої Священного Синоду, однак повністю грецький складу Синоду викликав протести як з боку албанських віруючих, так і з боку влади.
Проблема нових албанських православних єпископів була дозволена в 1998 році. За взаємною згодою Константінпольского Патріархату, Албанської Православної Церкви і албанського уряду митрополит Бератскій Ігнатій зберіг свою кафедру, двоє інших єпископів залишили свій пост.
Інтронізація митрополита Бератского, Влёрского і Канінского Ігнатія відбулася 18 липня 1998 року в церкві Святого Спиридона в Бераті. Архієпископ Тірани, Дурресскій, і всієї Албанії Анастасій звершив богослужіння, разом з двома ієрархами Константинопольського Патріархату: митрополитом Пергськім Євангеліє і митрополит Філадельфійським Мелітон.
У той же день архієпископ Анастасій і митрополит Ігнатій сформували ядро Священного Синоду автокефальної Албанської Православної Церкви, де разом з двома вищезгаданими представниками Константинопольського Патріархату скликали позачергове засідання Священного Синоду в Тирані. Були прийняті прохання про відставку невизнаних владою Албанії 2 єпископів - митрополитів Корчинського Хрістодула і Гірокастрінского Олександра. Архімандрит Іоанн (Пелуші), професор і декан Духовної академії «Воскресіння Христового» в Дурресе, був обраний митрополита Корчинським. Священик Косма Кірьо був обраний єпископом аполлонійское. Він був представником старшого покоління албанського духовенства, навіть в самі жорстокі роки релігійних гонінь він таємно хрестив і звершував Божественну літургію.
Свячення митрополита Корчинського відбулося 20 липня 1998 року в церкві Благовіщення в Тирані. Його інтронізація відбулася в митрополичої церкви «Живоносне Джерело» в Корчі 25 липня 1998 року. 23 липня 1998 року в Благовіщенській церкві в Тирані архієпископ Анастасій і члени Священного Синоду звершили хіротонію Косьми (Кірьо) в вікарного єпископа аполлонійское. Протопресвітер Яни Требіцка був призначений генеральним секретарем Священного Синоду Православної Автокефальної Церкви Албанії. 11 серпня 2000 єпископ Косма помер.
3-4 листопада 2006 року, в Монастирі святого Власія в Дуррес, відбувся собор духовенства і мирян Албанської Православної Церкви, на якому були присутні 257 членів, які розглянули постатейно і одноголосно визнали новий статут Церкви. 6 листопада Священний Синод затвердив новий статут Православної автокефальної церкви Албанії.
11 листопада 2006 Священний Синод Албанської Православної Церкви обрав архімандрита Димитрія (Дікбасаніса) в єпископа Гірокастрінского, архімандрита Миколая (гику) вікарним єпископом аполонійським, архімандрита Антонія (Мерданя) в вікарним єпископом Круйскім. Вони належали до нового покоління священнослужителів, які здобули освіту в Духовній Академії «Воскресіння Христового» в Святого Влаша в Дурресе.
16 листопада 2006 року в Благовіщенському храмі Тирани архієпископом Анастасій у співслужінні членів Синоду зробив єпископську хіротонію архімандрита Димитрія. Інтронізація митрополита Гірокастрінского Димитрія відбулася 26 листопада в Церкві Архангелів в Гирокастра.
19 листопада в Благовіщенській церкві Тирани архієпископ Анастасій в состлуженіі членів Священного Синоду зробив єпископську хіротонію єпископа аполлонійское Миколи, а й 21 листопада там - єпископа Круйского Антонія
За пропозицією Ради духовенства і мирян, як це визначено в новому статуті Албанської Православної Церкви, 19 січня 2012 року, на своєму засіданні, Священний Синод Албанської Православної Церкви обрав двох нових єпископів: архімандрит Нафанаїл (Лавріотіса) в вікарного єпископа Амантійского і архімандрита Астія (Бакалбаші ) в єпископа Бюлісского. Незважаючи на їх статус вікарних єпископів вони ставали повноправними членами в Священного Синоду. Єпископська хіротонія єпископа Натанаїла відбулася 21 січня, а єпископа Астія - 22 січня в Благовіщенській церкві Тирани. Нові єпископи охоплювати певні сектори церковного життя: єпископу Нафанасілу - «нагляд за монастирської нерухомістю», а єпископу Астію - «апостольське служіння».
Після завершення будівництва в 2012 році Собору Воскресіння Христового в Тирані, при ньому розташувалася і резиденція Священного Синоду.

## Склад
предстоятель
- - Анастасій (Яннулатос), архиєпископ Тиранський та всієї Албанії, митрополит Тирано-Дуррас-Елбасанський

правлячі архиереи
- Ігнатій (Тріантіс), митрополит Бератській, Вльорський і Канінський
- Іоанн (Пелюші), митрополит Корчинський
- Димитрій (Дікбасаніс), митрополит Гірокастрський
- Миколай (Хюка), митрополит Аполлонійський і Ферійський
- Антоній (Мерданя), митрополит Ельбасанський

вікіарії
- Натанаїл (Стергіу), митрополит Амантійський, генеральний секретар Синоду
- Астій (Бакалбаші), єпископ Віллійський